# Niccolò I Correggio
Niccolò I Correggio va néixer a Ferrara el 9 d'abril de 1427 i va ser fill de Gherardo VI Correggio. El 1430 a la mort del seu pare va rebre la part indivisa corresponent de la senyoria sobirana de Correggio, Campagnola i Fabbrico. L'oncle Pietro Correggio havia mort sense descendents i el 1441 va morir l'oncle Galasso Correggio renunciant als seus drets, i quant el 1446 va morir el seu oncle Giberto V Correggio que tampoc tenia fills, Niccolò va reunir tota l'herència compartida amb els germans Giberto VI Correggio, Manfredo I Correggio i Antonio II Correggio. Va ser senyor sobirà de Correggio, senyor de Campagnola, Rossena i Fabbrico, amb els seus germans.
Va ser patrici de Parma i Patrici de Venècia i el 1447.
Capità de l'exèrcit del duc de Milà el 1448.
Va morir l'11 de juliol de 1449 i del seu enllaç el 1448 amb Beatrice d'Este, que estava prenyada, va deixar un fill pòstum, Niccolò II Correggio.